# Air Panama
Air Panama es una aerolínea de Panamá. Tiene su sede administrativa en el Aeropuerto Internacional Marcos A. Gelabert. Ofrece vuelos chárter y regulares a diferentes lugares de Panamá.
El 16 de mayo, a las 9:01 p.m., el vuelo 982 de la aerolínea con destino a la provincia de Bocas del Toro, se accidenta durante las labores de aterrizaje y termina fuera de la pista del Aeropuerto Internacional José A. Quiñones, producto de las condiciones climáticas. De los 38 pasajeros a bordo, 11 resultaron heridos y no se registraron heridos graves ni fallecidos.

## Historia

### Inauguración

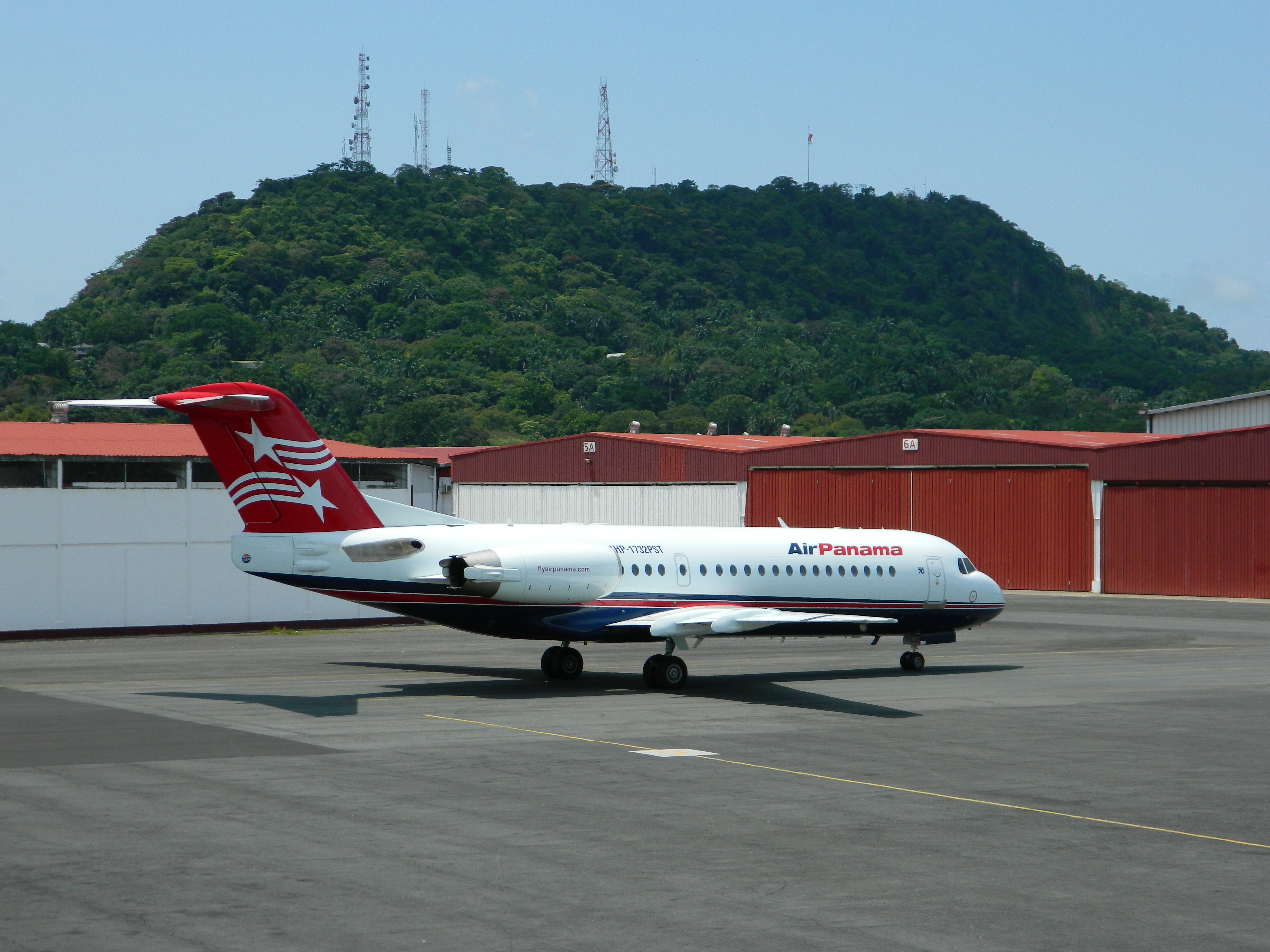
Un antiguo Fokker 70 de Air Panama estacionado en el Aeropuerto Internacional Marcos A. Gelabert en 2011

La aerolínea fue fundada en 1980 como PARSA, aunque algunos servicios se operaban bajo el nombre de Turismo Aéreo. En el momento de su fundación, Panamá era gobernado por una dictadura militar desde 1968, pero junto con Aeroperlas, la compañía se convirtió en una de las aerolíneas más grandes y destacadas del país. El 20 de diciembre de 1989, tras la invasión estadounidense de Panamá, dos aeronaves Britten-Norman Islander propiedad de PARSA fueron destruidas irreparablemente durante los combates. A pesar de esto, la aerolínea se expandió rápidamente hacia otros destinos en Panamá y Costa Rica durante la década de 1990, y comenzó a adquirir aeronaves más modernas.
En la víspera de Año Nuevo de 1997, PARSA sufrió su primer accidente fatal cuando un Britten-Norman Islander se estrelló en la selva a 6,5 kilómetros del aeropuerto de Río Sidra, en Darién, causando la muerte de todos los ocupantes.
En enero de 1999, la aerolínea trasladó su sede al nuevo Aeropuerto Internacional Marcos A. Gelabert, luego del cierre del antiguo aeropuerto ubicado en Paitilla tras 70 años de operaciones. En 2005, se adquirieron los derechos de la marca Air Panama. El nombre no había sido utilizado desde la desaparición de Air Panama Internacional en enero de 1990, y ese mismo año PARSA adoptó oficialmente el nuevo nombre.

### Años de expansión

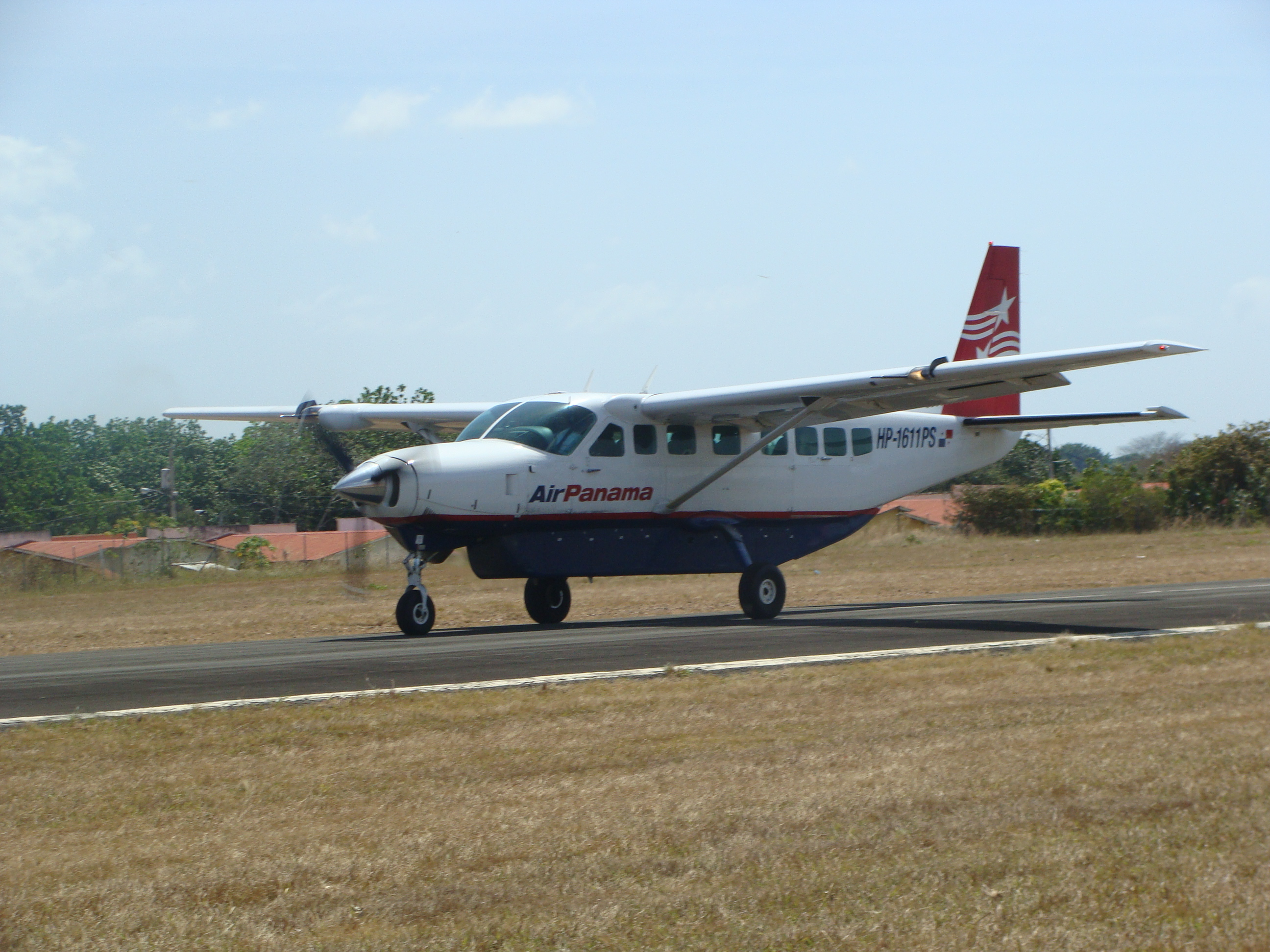
Un Cessna 208 Caravan de Air Panama, utilizado principalmente en rutas regionales dentro de Panamá

Tras la compra de los derechos de la marca en 2005, el presidente George Novey presentó la nueva identidad de Air Panama en un avión Fokker F-27. Poco después, la aerolínea introdujo nuevos servicios programados a otros destinos regionales dentro de Panamá y comenzó a adquirir aviones turbohélice como el Saab 340 y la serie Dash 8-300 de Bombardier, reemplazando a los obsoletos British Aerospace Jetstream 31 y Fokker F27 Friendship.
En 2009, Air Panama alcanzó un hito histórico al transportar a su pasajero número un millón. Ese mismo año, la aerolínea entró en la era del jet al adquirir dos Fokker 70. En 2011, Air Panama compró dos Fokker 50 de segunda mano previamente operados por Scandinavian Airlines System y transportó a aproximadamente 172.154 personas.
En enero de 2012, Air Panama anunció un acuerdo de código compartido con Copa Airlines, la aerolínea bandera de Panamá y la más grande del país, conectando todos los destinos turísticos dentro de Panamá con varios en América Latina. El acuerdo entró en vigor cinco meses después, cuando la compañía comenzó vuelos regionales chárter hacia Isla Colón desde el Aeropuerto Internacional de Tocumen. Desde 2016, este código compartido ya no está activo.

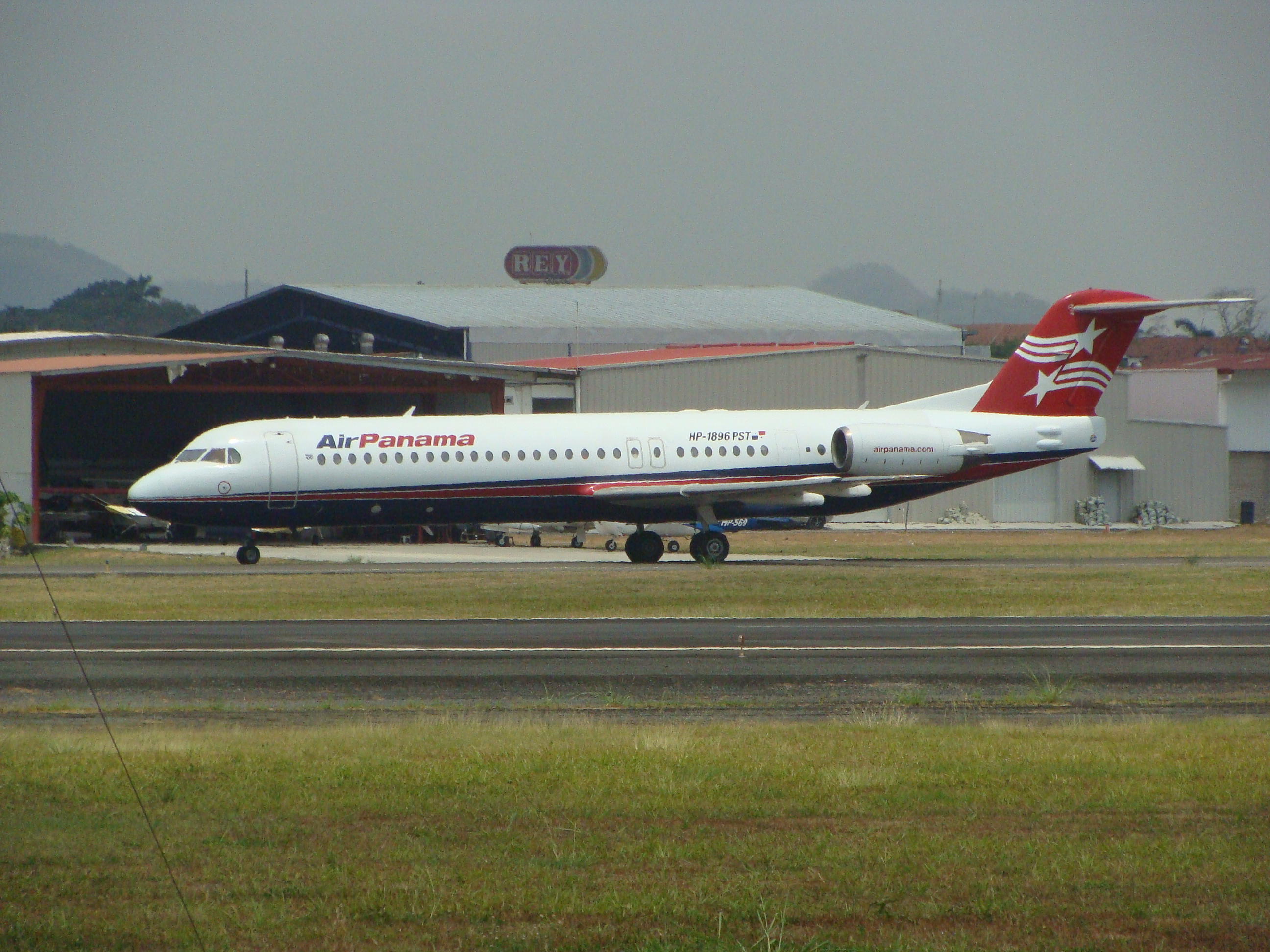
Un antiguo Fokker 100 de Air Panama, utilizado principalmente en rutas de corto y medio alcance

El 29 de febrero de 2012, el competidor doméstico Aeroperlas Regional cesó operaciones por problemas financieros, dejando a Air Panama como la única aerolínea regional del país. Ese mismo mes, la aerolínea expresó su interés en iniciar una ruta internacional directa entre Panamá y las Islas Caimán, utilizando aeronaves a reacción. En anticipación a estos vuelos, Air Panama encargó dos Fokker 100, recibiendo el primero en junio y el segundo dos meses después. En febrero de 2015, el servicio previsto a las Islas Caimán seguía en espera. Casi seis meses después de la quiebra de Aeroperlas, Air Panama asumió todas sus rutas domésticas.
En noviembre de 2012, Air Panama lanzó una versión actualizada de su sitio web (www.airpanama.com), con un nuevo sistema operativo que permitió a los viajeros comprar boletos en tiempo real y consultar horarios y estatus de vuelos. Fue la primera vez que la aerolínea renovó completamente su sitio web desde su cambio de marca oficial en 2006.

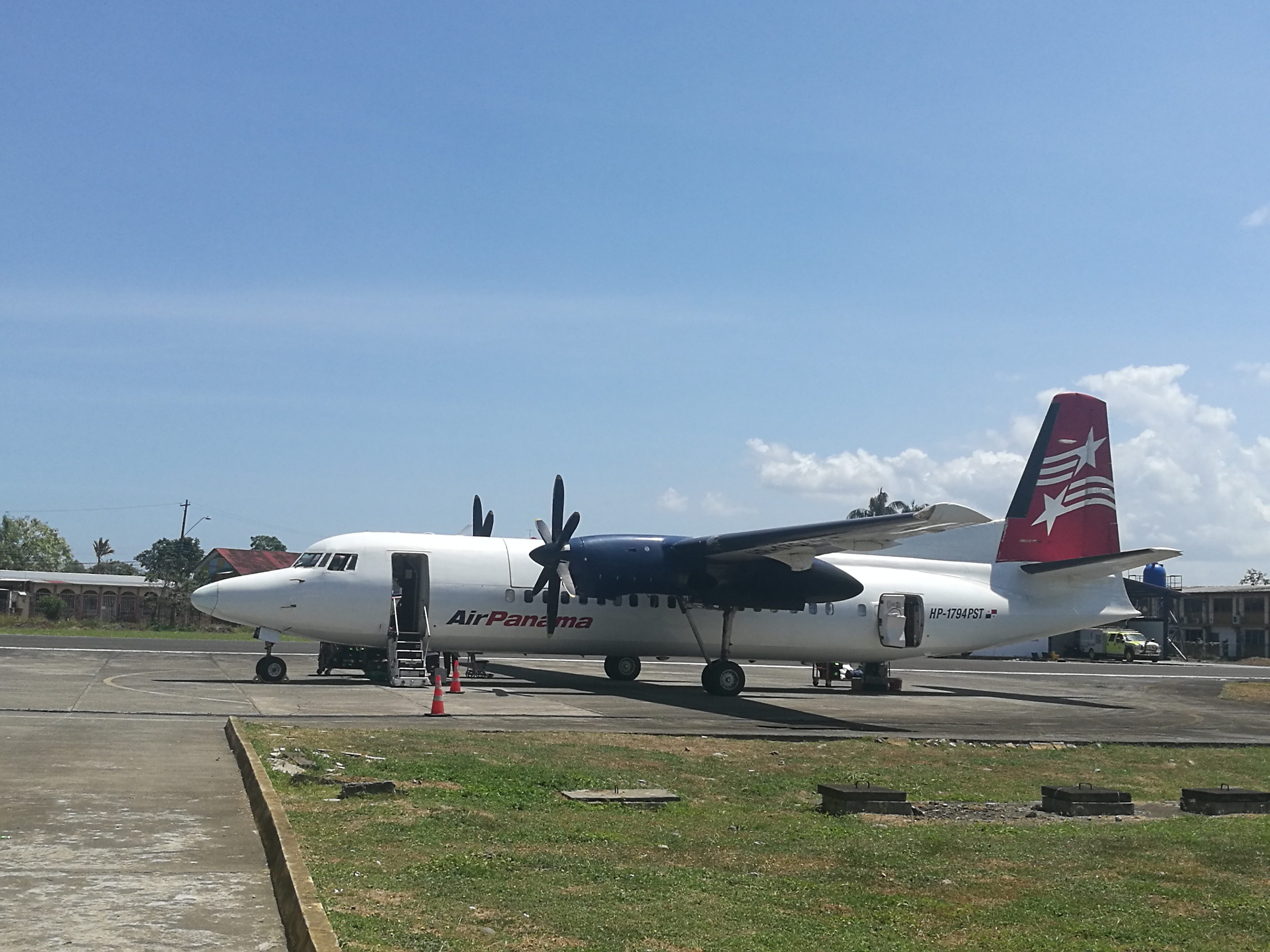
Un Fokker 50 de Air Panama en el Aeropuerto Internacional Capitán Manuel Niño de Changuinola en 2019

En 2013, Air Panama vendió los dos Fokker 70 en favor de aviones Fokker 100, de mayor capacidad. Entre agosto y noviembre del mismo año, la aerolínea adquirió dos Boeing 737-300 como parte de un plan estratégico de expansión al mercado internacional, que comenzó con el lanzamiento de servicios comerciales regulares a Medellín, Colombia, en junio de 2014.
En 2015, la aerolínea incorporó tres aviones Fokker 100 adicionales. En julio de ese año, Air Panama inició vuelos diarios sin escalas desde Panamá hacia San José, Costa Rica. Los servicios a Costa Rica desde David, Chiriquí se mantienen. El 1 de diciembre del mismo año, Air Panama comenzó operaciones a Armenia, su segundo destino en Colombia.

## Destinos actuales
| Países | Destinos         | Aeropuertos                                       |
| ------ | ---------------- | ------------------------------------------------- |
| Panamá | Bocas del Toro   | Aeropuerto Internacional José Ezequiel Hall       |
| Panamá | Ciudad de Panamá | Aeropuerto Internacional Marcos A. Gelabert (HUB) |
| Panamá | Changuinola      | Aeropuerto de Changuinola                         |
| Panamá | Chitré           | Aeropuerto Capitán Alonso Valderrama              |
| Panamá | David            | Aeropuerto Internacional Enrique Malek            |

| Países     | Destinos       | Aeropuertos                              |
| ---------- | -------------- | ---------------------------------------- |
| Costa Rica | San José       | Aeropuerto Internacional Juan Santamaría |
| Panamá     | Achutupu       | Aeropuerto de Achutupu                   |
| Panamá     | Isla Contadora | Aeropuerto de Contadora                  |
| Panamá     | Isla San José  | Aeródromo de Isla San José               |
| Panamá     | Jaqué          | Aeropuerto de Jaque                      |
| Panamá     | Mamitupu       | Aeropuerto de Mulatupu                   |
| Panamá     | Pedasí         | Aeropuerto Capitán Justiniano Montenegro |
| Panamá     | Playón Chico   | Aeropuerto de Playón Chico               |
| Panamá     | Puerto Piña    | Aeropuerto de Bahía Piña                 |
| Panamá     | Puerto Obaldía | Aeropuerto de Puerto Obaldía             |
| Panamá     | Ustupu         | Aeropuerto de Ustupu-Ogobsucum           |

### Antiguos destinos
| Países   | Destinos             | Aeropuertos                                     |
| -------- | -------------------- | ----------------------------------------------- |
| Colombia | Armenia              | Aeropuerto Internacional El Edén                |
| Colombia | Cartagena            | Aeropuerto Internacional Rafael Nuñez           |
| Colombia | Medellín             | Aeropuerto Internacional José María Córdova     |
| Colombia | Santa Marta          | Aeropuerto Internacional Simón Bolívar          |
| Colombia | Isla de San Andrés   | Aeropuerto Internacional Gustavo Rojas Pinilla  |
| Honduras | Roatán               | Aeropuerto Internacional Juan Manuel Gálvez     |
| Panamá   | Colón                | Aeropuerto Internacional Enrique Adolfo Jiménez |
| Panamá   | Río Hato             | Aeropuerto Internacional Scarlett Martínez      |
| Panamá   | Santiago de Veraguas | Aeropuerto Rubén Cantú                          |

## Flota

### Flota actual
Air Panamá cuenta en la actualidad con la siguiente flota:
| Aeronaves                      | En servicio | Pedidos | Pasajeros                                         | Matrículas                                        | Antigüedad                                        | Observaciones                                                       |
| ------------------------------ | ----------- | ------- | ------------------------------------------------- | ------------------------------------------------- | ------------------------------------------------- | ------------------------------------------------------------------- |
| De Havilland Canada Dash 8-400 | —           | 2       | 76                                                | N445QX                                            | 14,3 años                                         | Pendientes de matricular en Panamá. Estacionados en PAC desde 2024. |
| De Havilland Canada Dash 8-400 | —           | 2       | 76                                                | N446QX                                            | 14,2 años                                         | Pendientes de matricular en Panamá. Estacionados en PAC desde 2024. |
| Fokker 50                      | 5           | 1       | 50                                                | HP-1793PST                                        | 35,8 años                                         |                                                                     |
| Fokker 50                      | 5           | 1       | 48                                                | HP-1794PST                                        | 35,7 años                                         |                                                                     |
| Fokker 50                      | 5           | 1       | 48                                                | HP-1606PST                                        | 35,2 años                                         |                                                                     |
| Fokker 50                      | 5           | 1       | 50                                                | HP-1891PST                                        | 31,9 años                                         |                                                                     |
| Fokker 50                      | 5           | 1       | 50                                                | HP-1899PST                                        | 30,1 años                                         | Fuera de servicio, debido a accidente en Bocas del Toro             |
| Fokker 50                      | 5           | 1       | 50                                                | VH-FKW                                            | 29,6 años                                         | Pendiente de matricular en Panamá. Estacionado en PAC desde 2022.   |
| Total                          | 6           | 3       | Edad media de la flota (mayo de 2025): 28,4 años. | Edad media de la flota (mayo de 2025): 28,4 años. | Edad media de la flota (mayo de 2025): 28,4 años. | Edad media de la flota (mayo de 2025): 28,4 años.                   |

### Flota histórica
| Aeronave                     | Número | Introducido | Retirado | Matrículas                                                                           |
| ---------------------------- | ------ | ----------- | -------- | ------------------------------------------------------------------------------------ |
| Boeing 737-300QC             | 3      | 2013        | 2018     | HP-1795PST, HP-1796PST y HP-1923PST                                                  |
| British Aerospace Jetstream  | 1      | 2006        | 2006     | HP-1477PS                                                                            |
| Britten-Norman BN-2 Islander | 8      | 2006        | 2018     | HP-1153PS, HP-1232PS, HP-1759PS, HP-639PS, HP-1494PS, HP-870PS, HP-986PS y HP-1016PS |
| Cessna 182J Skylane          | 1      | ??          | ??       | HP-1502PS                                                                            |
| Cessna 208 Caravan           | 1      | 1991        | 1991     | HP-1812PS (para piezas)                                                              |
| Cessna 208 Grand Caravan     | 1      | 2010        | 2018     | HP-1611PS                                                                            |
| Cessna U206E Stationair      | 1      | ??          | ??       | HP-512PS                                                                             |
| De Havilland Canada DHC-6    | 2      | 2006        | 2019     | HP-1507PS y HP-1509PS                                                                |
| De Havilland Canada DHC-8    | 1      | 2007        | 2011     | HP-1625PST                                                                           |
| Fokker 70                    | 2      | 2010        | 2013     | HP-1731PST y HP-1732PST                                                              |
| Fokker 100                   | 6      | 2012        | 2020     | HP-1763PST, HP-1764PST, HP-1894PST, HP-1895PST, HP-1896PST y HP-1900PST              |
| Fokker F27 Frienship         | 6      | 2004        | 2015     | HP-1543PST, HP-1541PST, HP-1605PST, HP-1604PST, HP-1542PST y HP-1631PST              |
| Fokker F28 Fellowship        | 3      | 2010        | 2019     | HP-1900PST, HP-1731PST y HP-1732PST                                                  |
| Saab 340                     | 2      | 2009        | 2018     | HP-1670PST y HP-1671PST                                                              |

## Accidentes e incidentes
- El 16 de mayo de 2025 un Fokker 50 de Air Panama, matrícula HP-1899PST que realizaba el vuelo 7P-982 desde Ciudad de Panamá a Bocas del Toro (Panamá) con 3 tripulantes y 35 pasajeros se salió de la pista 27 del Aeropuerto Internacional de Bocas Del Toro "Isla Colón" tras aterrizar a las 22:01 (hora local). Unos segundos después de salir por el lado derecho de la pista 27, el avión se paró al chocar con vegetación a unos 1000 metros del inicio de la pista. No hubo heridos. El avión fue perdida total. La Autoridad Aeronáutica Civil de Panamá ha iniciado una investigación sobre el accidente.